# IC 4453
IC 4453 — галактика типу SB0 (компактна витягнута галактика) у сузір'ї Гідра.
Цей об'єкт міститься в оригінальній редакції індексного каталогу.